# خارگیل سیلان
خارگیل سیلان (نام علمی: Durio ceylanicus) نام یک گونه از سرده خارگیل است.